# Kamienica Pod Złotym Słońcem przy ulicy Ruskiej we Wrocławiu
Kamienica Pod Złotym Słońcem – murowana, renesansowa z reliktami gotyckimi kamienica stojąca przy ulicy Ruskiej 49 we Wrocławiu.

## Historia kamienicy

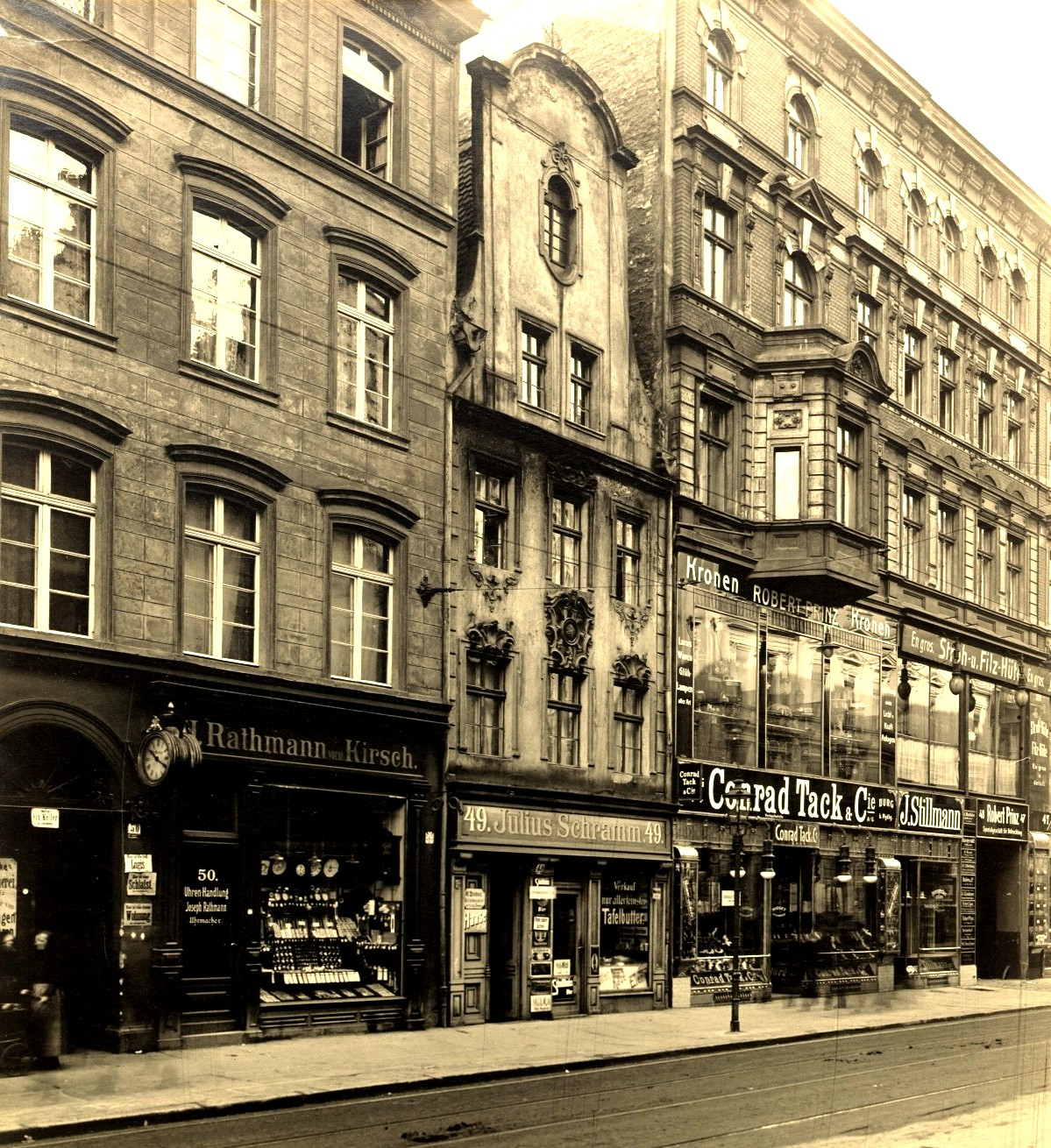
Kamienica Pod Złotym Słońcem z ok. 1905 roku

Pierwotna zabudowa działki nr 49 pochodzi z okresu późnego średniowiecza. Był to wówczas trzykondygnacyjny budynek wzniesiony na planie dwutraktowym. Parterowe pomieszczenie w tylnym trakcie było przykryte sklepieniem. W 1727 roku kamienica została zakupiona przez kupca Johanna Kaspara Kühna (1698-1759). Był on inicjatorem przebudowy kamienicy. Budynek zyskał wówczas trzyosiową barokową fasadę zakończoną dwukondygnacyjnym szczytem z lizenami podtrzymującymi gierowany gzyms wieńczący. W części szczytowej umieszczony został owalny oculus. Okna na I piętrze otrzymały wówczas uszakowe opaski i plastyczna dekorację sztukatorską w nadprożach. Podobne nadproża znalazły się poniżej parapetów okien II piętra.  Nad oknem środkowym I piętra umieszczony został kartusz z godłem domu w bogatym sztukatorskim obramieniu. W kolejnych latach kamienica przechodziła jeszcze kilka mniejszych przebudów: w 1875 roku, w 1888 (otrzymała wówczas nowe witryna sklepowe) oraz w 1930.      

## Po 1945
Działanie wojenne w 1945 oku nie zniszczyły konstrukcji kamienicy choć jej stan techniczny przez wiele lat nie pozwalał na użytkowanie. Kamienica przeszła przebudowę w 1986 roku. Wówczas do zamku w Wojnowicach koło Wrocławia przeniesiono wczesnobarokowy polichromowany strop belkowy. Okna zostały ozdobione pseudo barokowymi opaskami oraz nieistniejącymi nigdy wcześniej płycinami na lizenach szczytu. We frontowej części parterowej wykonano podcień. W 2014 roku kamienica uległa ponownej renowacji; na fasadzie odtworzono barokowe dekoracje sztukatorskie wraz z godłem kamienicy.      